# Dorcopsis hageni
Dorcopsis hageni е вид бозайник от семейство Кенгурови (Macropodidae).

## Разпространение
Видът е разпространен в Индонезия и Папуа Нова Гвинея.